# European Junior Cup 2012
La European Junior Cup del 2012 è stata la seconda edizione di questo evento monomarca, riservato ai piloti emergenti. Sviluppatosi su 8 prove in totale, con inizio nei Paesi Bassi il 22 aprile e conclusione in Francia il 7 ottobre.
Al termine del campionato si è laureato campione europeo il pilota austriaco Lucas Wimmer in forza al team MSC Schalchen, che ha preceduto di 25 punti lo spagnolo Gastón García. Al terzo posto si piazza lo spagnolo Javier Orellana, staccato di 35 punti dal leader del campionato.

## Calendario
| Nº | Data        | Gran Premio | Circuito    | Pole Position   | Vincitore gara    | Leader del campionato |
| -- | ----------- | ----------- | ----------- | --------------- | ----------------- | --------------------- |
| 1  | 22 aprile   | Paesi Bassi | Assen       | Rob Hartog      | Adrian Pasek      | Adrian Pasek          |
| 2  | 6 maggio    | Italia      | Monza       | Adrian Pasek    | Evento Annullato  | Adrian Pasek          |
| 3  | 10 giugno   | San Marino  | Misano      | Lucas Wimmer    | Lucas Wimmer      | Lucas Wimmer          |
| 4  | 1º luglio   | Spagna      | Aragón      | Lucas Wimmer    | Javier Orellana   | Javier Orellana       |
| 5  | 22 luglio   | Rep. Ceca   | Brno        | Javier Orellana | Lucas Wimmer      | Lucas Wimmer          |
| 6  | 5 agosto    | Regno Unito | Silverstone | Josh Daley      | Jamie Patterson   | Lucas Wimmer          |
| 7  | 9 settembre | Germania    | Nürburgring | Lucas Wimmer    | Lucas Wimmer      | Lucas Wimmer          |
| 8  | 7 ottobre   | Francia     | Magny-Cours | Lucas Wimmer    | Lucas Wimmer      | Lucas Wimmer          |
| 8  | 7 ottobre   | Francia     | Magny-Cours | Lucas Wimmer    | Guillaume Raymond | Lucas Wimmer          |

## Classifica finale
| Pos. | Pilota                 | Paesi Bassi (bandiera) | Italia (bandiera) | San Marino (bandiera) | Spagna (bandiera) | Rep. Ceca (bandiera) | Regno Unito (bandiera) | Germania (bandiera) | Francia (bandiera) | Francia (bandiera) | P.ti |
| ---- | ---------------------- | ---------------------- | ----------------- | --------------------- | ----------------- | -------------------- | ---------------------- | ------------------- | ------------------ | ------------------ | ---- |
| 1    | Lucas Wimmer           | Rit                    | AN                | 1                     | 2                 | 1                    | SQ                     | 1                   | 1                  | 3                  | 136  |
| 2    | Gastón García          | 7                      | AN                | Rit                   | 3                 | 2                    | 4                      | 2                   | 2                  | 4                  | 111  |
| 3    | Javier Orellana        | 8                      | AN                | 4                     | 1                 | 3                    | 16                     | 4                   | Rit                | 10                 | 81   |
| 4    | Christian Vidal        | 10                     | AN                | 2                     | 4                 | 7                    | 10                     | 6                   | 7                  | Rit                | 73   |
| 5    | Artur Wielebski        | 3                      | AN                | 12                    | 6                 | 10                   | 9                      | 3                   | 4                  | Rit                | 72   |
| 6    | Adrian Pasek           | 1                      | AN                | NP                    | NP                | 6                    | 5                      | 8                   | 5                  | Rit                | 65   |
| 7    | Jamie Patterson        | 5                      | AN                | 16                    | 7                 | 8                    | 1                      | 12                  | 20                 | 14                 | 59   |
| 8    | Jean-François Démoulin | 4                      | AN                | 5                     | 5                 | 4                    | Rit                    | 18                  | SQ                 | 5                  | 59   |
| 9    | Stinius Viking Ødegård | 11                     | AN                | 8                     | 11                | 5                    | 12                     | 9                   | 8                  | 13                 | 51   |
| 10   | Ilya Mikhalchik        | 12                     | AN                | 10                    | 12                | 17                   | 6                      | 13                  | 13                 | 2                  | 50   |
| 11   | Giuseppe Scarcella     | Rit                    | AN                | 3                     | 13                | 9                    | 7                      | Rit                 | 11                 | 8                  | 48   |
| 12   | Brandon Kyee           | 13                     | AN                | 9                     | 8                 | 12                   | 3                      | 11                  | 12                 | 16                 | 47   |
| 13   | Szymon Kaczmarek       | 9                      | AN                | 14                    | 9                 | 11                   | 8                      | 10                  | 10                 | 11                 | 46   |
| 14   | Guillaume Raymond      |                        |                   |                       |                   |                      |                        |                     | 3                  | 1                  | 41   |
| 15   | Federico Fazzina       |                        |                   | 6                     | Rit               | 14                   | 14                     | 7                   | 14                 | 9                  | 32   |
| 16   | Jake Lewis             | 6                      | AN                | 7                     | 10                |                      |                        |                     |                    |                    | 25   |
| 17   | Connor Parkhill        |                        |                   |                       |                   |                      | 2                      |                     |                    |                    | 20   |
| 18   | Rob Hartog             | 2                      |                   |                       |                   |                      |                        |                     |                    |                    | 20   |
| 19   | Paul Haquin            |                        |                   |                       |                   |                      |                        |                     | 9                  | 6                  | 17   |
| 20   | Kyran de Lange         |                        |                   |                       |                   |                      |                        | 5                   |                    |                    | 11   |
| 21   | Joshua Harland         | 16                     | AN                |                       |                   |                      |                        |                     | 6                  | Rit                | 10   |
| 22   | Daniel Mettam          |                        |                   |                       |                   |                      |                        |                     | 15                 | 7                  | 10   |
| 23   | Garijs Rozkalns        | Rit                    | AN                | 13                    | 15                | NP                   | Rit                    | 14                  | 16                 | 12                 | 10   |
| 24   | Loris Hunt             | 17                     | AN                | Rit                   | 20                | 18                   | 11                     | 16                  | 18                 | 15                 | 6    |
| 25   | Julian Mayer           |                        |                   |                       | 16                | 13                   | 13                     |                     |                    |                    | 6    |
| 26   | Nicola Di Girolamo     |                        |                   | 11                    |                   |                      |                        |                     |                    |                    | 5    |
| 27   | Qays Hashmi            | 14                     | AN                | 17                    | 19                | 15                   | 17                     | Rit                 | 19                 | Rit                | 3    |
| 28   | Sergio Manzaneque      | 15                     | AN                | 15                    | 18                | 16                   | 18                     | 15                  | 17                 | Rit                | 3    |
| 29   | Miguel Aranda          |                        |                   |                       | 14                |                      |                        |                     |                    |                    | 2    |
| 30   | Ross Patterson         |                        |                   |                       |                   |                      | 15                     |                     |                    |                    | 1    |
| Pos. | Pilota                 | Paesi Bassi (bandiera) | Italia (bandiera) | San Marino (bandiera) | Spagna (bandiera) | Rep. Ceca (bandiera) | Regno Unito (bandiera) | Germania (bandiera) | Francia (bandiera) | Francia (bandiera) | P.ti |

| Legenda | 1º posto        | 2º posto            | 3º posto           | A punti      | Senza punti        | Grassetto – Pole position Corsivo – Giro più veloce |
| Legenda | Gara non valida | Non qual./Non part. | Ritirato/Non class | Squalificato | '-' Dato non disp. | Grassetto – Pole position Corsivo – Giro più veloce |

## Sistema di punteggio
| Pos.  | 1  | 2  | 3  | 4  | 5  | 6  | 7 | 8 | 9 | 10 | 11 | 12 | 13 | 14 | 15 | 16> |
| ----- | -- | -- | -- | -- | -- | -- | - | - | - | -- | -- | -- | -- | -- | -- | --- |
| Punti | 25 | 20 | 16 | 13 | 11 | 10 | 9 | 8 | 7 | 6  | 5  | 4  | 3  | 2  | 1  | 0   |